# Volition, Inc.
Volition, Inc. era uma empresa estadunidense, desenvolvedora de jogos eletrônicos para consoles e Microsoft Windows. Localizada em Champaign, Illinois, estado da parte centro-oeste dos Estados Unidos. Foi criada quando a Parallax Software (desenvolvedora da série Descent) se dividiu em duas, liderada por Mike Kulas em novembro de 1996. Sua empresa irmã, agora liquidada, se chamava Outrage Entertainment, a produtora de Descent 3 e Alter Echo.
Com Interplay Entertainment como publicadora, Volition, Inc. produziu a série de simulação espacial FreeSpace para os computadores. A medida que a Interplay começava a se aproximar da falência, Volition, Inc. fora adquirida pela THQ em setembro de 2000. Desde então, Volition, Inc. passou a produzir inúmeros títulos aclamados pela crítica, incluindo as séries Red Faction, Summoner, The Punisher e Saints Row.
Nos seus jogos, Volition, inc. geralmente estabelece a corporação "Ultor" como a antagonista.
Após um rebot fracassado da série Saints Row muito criticado por transformarem a série em algo politicamente correto, desde o periodo de produção, a empresa acabou fechando as portas.

## Jogos criados

### Como Volition
- Saints Row (jogo eletrônico de 2022) (2022)

- Agents of Mayhem (2017)

- Saints Row: Gat out of Hell

- Saints Row IV (2013)
- Saints Row: The Third (2011)
- Red Faction: Armageddon (2011)
- Red Faction: Battlegrounds (2011)
- Red Faction: Guerrilla (2009)
- Saints Row 2 (2008)
- Saints Row (2006)
- The Punisher (2005)
- Red Faction II (2002)
- Summoner 2 (2002)
- Red Faction (2001)
- Summoner (2000)
- FreeSpace 2 (1999)
- Descent: FreeSpace - The Great War (1998)

### Como Parallax Software
- Descent II (1996)
- Descent (1995)

## Jogos cancelados
- inSANE (2012)
- Red Faction 3 (2003)
- Summoner 3 (2003)
- Underground (2001)
- Descent 4 (2000)
- Tube Racer (1999)